# Alfredo Galán
Alfredo Galán Sotillo, né le 5 avril 1978, est un tueur en série espagnol qui a tué six personnes et en a blessé trois autres du 4 janvier au 18 mars 2003. 

## Biographie
Alfredo Galán est né à Puertollano, dans la province de Ciudad Real, en Castille-La Manche, en Espagne. Galán devint délégué de classe au lycée, mais on se souvint de lui comme d'un élève banal et introverti.
En septembre 1998, il rejoint l'armée espagnole et devient caporal au sein du régiment de parachutistes d'Alcalá de Henares. Il participe à des missions humanitaires en Bosnie. Il a été renvoyé en Espagne lors de la marée noire du Prestige. Galán vole une voiture et est envoyé à l'hôpital militaire Gómez Ulla à Madrid. Il est diagnostiqué névrotique, anxieux et alcoolique.
En mars 2003, il commence à travailler comme agent de sécurité à l'aéroport de Madrid-Barajas.

## Meurtres
Le 24 janvier 2003, Galán tire dans la tête de Juan Francisco Ledesma, âgé de 50 ans, devant son fils âgé de 2 ans.
Le 5 février 2003, le corps du nettoyeur d'aéroport Juan Carlos Martín Estacio, âgé de 28 ans, a été retrouvé touché à la tête par un as de coupe.
Le 7 mars 2003, Galán tire dans le visage de Santiago Eduardo Salas, âgé de 27 ans, mais celui-ci a survécu. Anahid Castillo Ruperti, une amie de Salas âgé de 29 ans, a pu s'échapper indemne. Un trois de coupe a été abandonné sur les lieux,. À l'origine, il n'avait pas l'intention d'utiliser un jeu de cartes comme sa « signature ». Il a commencé à laisser des cartes seulement après que les médias eurent rendu public le fait qu'une carte avait été trouvée sur le corps d'une victime.

## Conséquences
Le 3 juillet 2003, Galán se rend à un poste de police et avoue être le « tueur de cartes à jouer ». Selon certaines informations, Galán aurait dit bonjour à ses victimes et leur aurait ordonné de se mettre à genoux avant de leur tirer dessus. Il avait importé le pistolet en Espagne en le dissimulant dans un téléviseur.
Il est condamné à 142 ans et trois mois de prison. 